# Ancien hôtel de ville de Linz

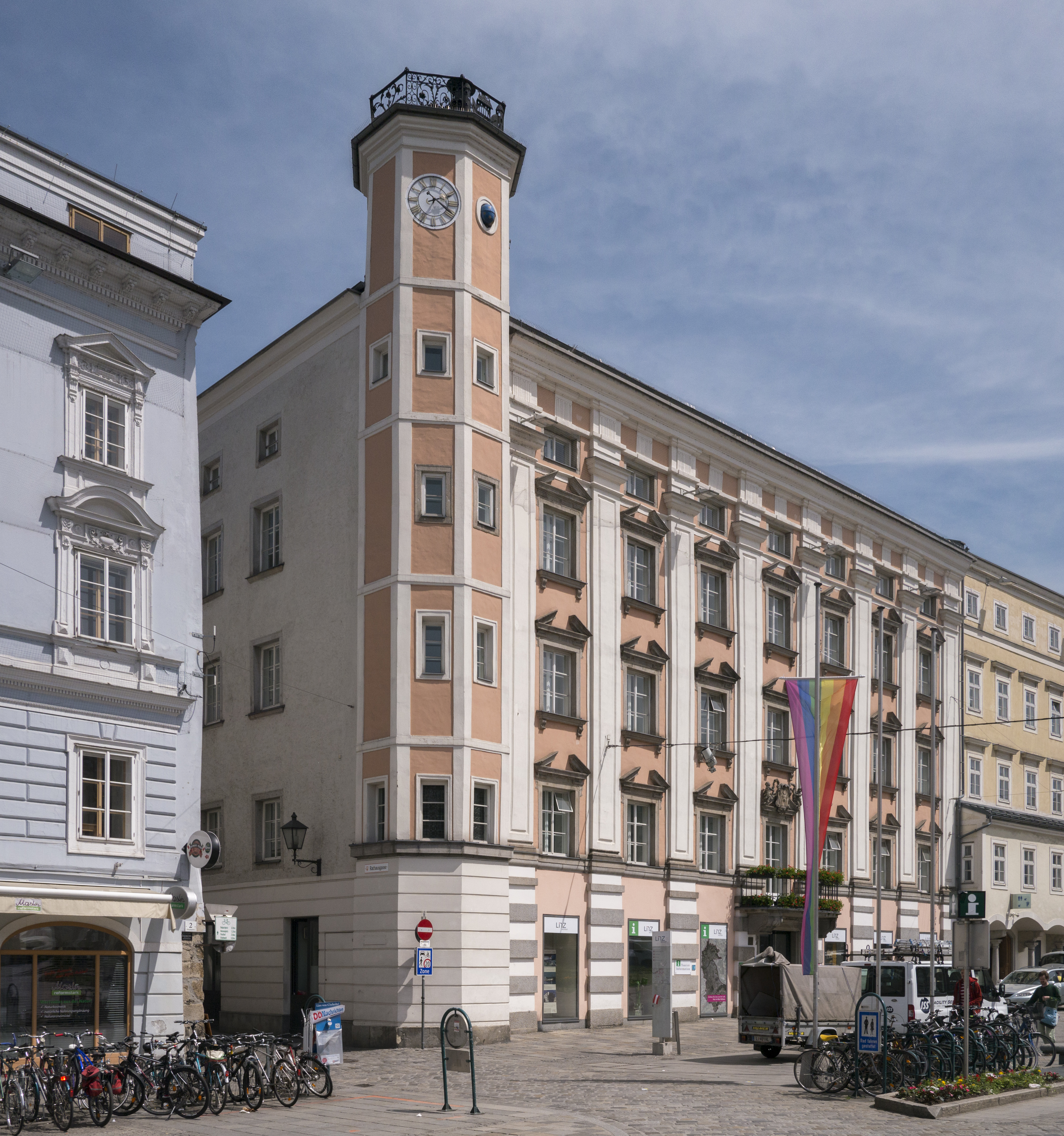
Ancien hôtel de ville sur la place principale

L'ancien hôtel de ville de Linz est l'un des sites touristiques de la capitale de la Haute-Autriche, Linz. Il est situé du côté est de la place principale et a donné au quartier à l'est de la place le nom de Rathausviertel. Comme de nombreux bâtiments du quartier de la mairie de Linz et du quartier de la vieille ville, le bâtiment dispose d'une cour à arcades.

## Histoire
Le bâtiment dans sa forme actuelle a été conçu par Maître Christoph après l'incendie de la ville de 1509. La tour octogonale caractéristique de l'hôtel de ville et quelques salles voûtées à l'intérieur de l'hôtel de ville ont été conservées de ce bâtiment. En 1658-1659, le bâtiment a été agrandi et a reçu la façade baroque actuelle.
Lors de l'annexion de l'Autriche à l'Allemagne nationale-socialiste, Adolf Hitler, accueilli avec jubilation par la population de la ville de sa jeunesse, a annoncé l'achèvement de l'Anschluss dans son premier discours en tant que chancelier allemand sur le sol autrichien.

## Usage actuel
Aujourd'hui, l'ancienne mairie est le siège du maire et du conseil municipal. De 1993 à 1997, le bâtiment a été soigneusement restauré. De l'artisanat gothique et une peinture Biedermeier de 1820 ont également été découverts. L'office du tourisme et le musée d'histoire de la dentisterie de Linz se trouvent aussi dans l'ancien hôtel de ville.

## Voir également
- Nouvel Hôtel de Ville (Linz)

## Liens web
- Informations sur la mairie sur linz.gv.at